# Ainsi soit je...
Ainsi soit-je... es el segundo álbum de estudio de la artista francesa Mylène Farmer, publicado en abril de 1988.
Este álbum es considerado el más representativo de toda la carrera de la cantante, ya que contiene varios de sus éxitos como «Sans contrefaçon», «Pourvu qu'elles soient douces» o «Ainsi soit-je...»; conocidos por sus letras ambiguas y sus extensos videoclips cinematográficos.
El álbum presenta algunas curiosidades:
- El texto de «L'horloge» es una poesía del poeta francés Charles Baudelaire;
- La canción «Déshabillez-moi» es una versión de la cantante Juliette Greco;
- La canción «Sans contrefaçon» habla indirectamente del mundo homosexual;
- La canción «Pourvu qu'elles soient douces» tiene como tema central la sodomía;
- La canción «Allan» es una dedicación al poeta americano Edgar Allan Poe;
- La canción «Sans logique» habla indirectamente de la esquizofrenia.

Los videoclips de este período (dirigidos por Laurent Boutonnat) son cortometrajes: en «Sans contrefaçon» interpreta a un original Pinocho; el videoclip de «Sans logique» representa una corrida de toros; y el videoclip de «Pourvu qu'elles soient douces» (continuación de la historia de «Libertine») sobrepasa los 17 minutos y el libro Guiness de los Récords le dedica una página completa.

## Lista de canciones
| N.º | Título                          | Duración |  |
| 1.  | «L'horloge»                     | 5:03     |  |
| 2.  | «Sans contrefaçon»              | 4:07     |  |
| 3.  | «Allan»                         | 4:46     |  |
| 4.  | «Pourvu qu'elles soient douces» | 4:52     |  |
| 5.  | «La ronde triste»               | 4:13     |  |
| 6.  | «Ainsi soit-je...»              | 6:18     |  |
| 7.  | «Sans logique»                  | 4:30     |  |
| 8.  | «Jardin de Vienne»              | 5:17     |  |
| 9.  | «Déshabillez-moi»               | 5:22     |  |
| 10. | «The Farmer's Conclusion»       | 2:15     |  |

## Sencillos
| Año  | Título                          | Publicación              | Ventas (Francia) | Certificación | Certificación | Posición | Posición | Posición | Posición |
| ---- | ------------------------------- | ------------------------ | ---------------- | ------------- | ------------- | -------- | -------- | -------- | -------- |
| Año  | Título                          | Publicación              | Ventas (Francia) | FR            | BE (WA)       | FR       | BE (WA)  | SUI      |          |
| 1987 | "Sans contrefaçon"              | 16 de octubre de 1987    | 700,000          | Oro           | —             | 2        |          | —        |          |
| 1988 | "Ainsi soit-je..."              | 4 de abril de 1988       | 180,000          |               | —             | 12       |          | —        |          |
| 1988 | "Pourvu qu'elles soient douces" | 12 de septiembre de 1988 | 900,000          | Oro           | —             | 1        |          | —        |          |
| 1989 | "Sans logique"                  | 20 de febrero de 1989    | 250,000          | —             | —             | 10       |          | —        |          |